# Sternocoelopsis nevermanni
Sternocoelopsis nevermanni är en skalbaggsart som beskrevs av August Reichensperger 1932. Sternocoelopsis nevermanni ingår i släktet Sternocoelopsis och familjen stumpbaggar. Inga underarter finns listade i Catalogue of Life.